# Добривоје Недељковић Доне
Добривоје Недељковић (Параћин, 1897 − Бањица, 1943), обућар, један од организатора радничке омладине у Неготину, члан КПЈ, један од организатора устанка у Неготинској крајини, борац Крајинског партизанског одреда.

## Биографија
Добривоје Недељковић родио се у Параћину 1887. године. У Неготин се преселио 1923. године из Београда где је радио као обућар. По доласку у Неготин са супругом Босом и сином Радетом активан је учесник друштвеног живота, један од организатора радничке омладине и пропагатор напредних идеја у Неготину тридесетих година прошлог века.

## Политички рад
Иницирао је 1927. године обнову Културно−уметничког друштва „Абрашевић”, које је радило све до Обзнане, а чији је рад био забрањен. У оквиру друштва Доне је водио дечије забавиште „Будућност” које је припремало дечије приредбе са којима су деца учествовала у разним манифестацијама.
Заједно са Васом Димитријевићем, обућарским радником, Руководио је акционим одбором за прикупљање Црвене помоћи за жртве реакције.
Током 1928. године у Неготину је организован штрајк опанчарским и обућарских радника који је трајао три недеље. Иако је био партијски активиста, Добривоје Недељковић, који је као послодавац запошљавао осам до девет радника, требало је да потпише уговор о повећању зарада, али из непознатих разлога то није учинио, што је утицало на неуспех штрајка.
Заједно са обућарским радником Љубивојем Јанковићем, Доне је радио на окупљању и организовању радника.
Године 1939. Покрајински комитет КПЈ за Србију шаље на политички рад у Неготинску и Тимочку крајину Филипа Кљајића, члан ПК КПЈ и Љубомира Љубу Нешића, студента из Зајечара. Нешић се преко сестре Зоре, ученице Учитељске школе у Неготину повезује са Радетом Недељковићем и његовим оцем Донетом, као и са Предрагом Костићем.
Од јула 1941. са професором Костићем напушта Неготин јер му је претило хапшење, а када је формиран Крајински партизански одред активно се укључује. У одреду је био члан Штаба и економ. Он и Костић учествују у преговорима са четничким командантом Анђелком Адамовићем и потписују споразум о заједничкој борби против непријатеља.

## Погибија
После страдања Крајинског партизанског одреда на Стеванским ливадама, септембра 1941. када је погинуо његов син, Доне се укључује у одред Предрага Марковића Алимпија са којим прелази у Босну.
Ухватили су га недићевци и предали Специјалној полицији у Београду. Доне је покушао да се представи као четник, али је Специјална полиција тражила податке из Неготина одакле је јављено да је реч о старом комунисти и партизану. Стрељан је на Бањици 1943.